# Боркевич
Боркевич (пол. Borkiewicz) — польский шляхетский герб.

## Описание
Щит рассечен пополам; в верхнем его золотом поле пол-орла черного, вправо; в нижнем же, красном, оленья голова. В навершии шлема пять страусовых перьев; из них первое, третье и пятое желтые, второе черное, а четвёртое красное. Герб внесён в Гербовник дворянских родов Царства Польского, часть 1, стр. 88.

## Используют
Боркевичи, в Краковском Воеводстве оседлые. Таковой герб, вместе с потомственным дворянством, пожалован Осипу-Каласантию, Михаилу и Франциску братьям Боркевичам, грамотой Франциска II Императора Римского Короля Галиции и Лодомерии, данною 28 января 1802 года.